# 布賴恩茨 (加利福尼亞州)
布賴恩茨（英語：Bryants）是位於美國加利福尼亞州埃爾多拉多縣的一個非建制地區。該地的面積和人口皆未知。

## 地理
布賴恩茨的座標為38°43′08″N 120°28′38″W / 38.71889°N 120.47722°W，而該地的平均海拔高度為1350米（即4429英尺）。